# Ada Jonat
Ada E. Jonat (Jeruzsálem, 1939. június 22. –)  Nobel-díjas izraeli biokémikus, aki 2009-ben „a riboszóma szerkezetének és működésének kutatásáért” megosztott kémiai Nobel-díjat kapott.

## Tanulmányai
A jeruzsálemi Héber Egyetem kémia szakán tanult, és biokémiára, valamint biofizikára specializálódott. Doktori munkája a Weizmann Intézetben a kollagén szerkezetvizsgálata volt. 

## Munkássága
Kollégáival a riboszóma szerkezetének kutatásában alkotott maradandót, amit megosztott kémiai Nobel-díjjal jutalmaztak.  